# Lithophasia venulosa
Lithophasia venulosa là một loài bướm đêm trong họ Noctuidae.